# Asymmetrina
Asymmetrina es un género de foraminífero bentónico de la familia Asymmetrinidae, de la superfamilia Duostominoidea, del suborden Robertinina y del orden Robertinida. Su especie tipo es Asymmetrina biomphalica. Su rango cronoestratigráfico abarca el Rhaetiense (Triásico superior).

## Clasificación
Asymmetrina incluye a las siguientes especies:
- Asymmetrina biomphalica †
- Asymmetrina umbiflata †